# C/2023 H2 (Lemmon)
Долгопериодическая комета C/2023 H2 (Lemmon) была открыта 23 апреля 2023 года в рамках обзора звёздного неба, проводимого на 1,5-метровом телескопе обсерватории Маунт-Леммон. Комета имеет вытянутую орбиту с эксцентриситетом, близким к единице. В перигелии она приближается к Солнцу на расстояние 0,89 а. е., в афелии удаляется от него на расстояние 490,7 а. е. При размере большой полуоси орбиты 245,8 а. е. период обращения кометы вокруг Солнца составляет порядка 3850 лет. Последнее прохождение перигелия состоялось 29 октября 2023 года.
После прохождения кометой C/2023 H2 (Lemmon) перигелия в ночь с 10 на 11 ноября по всемирному времени произойдёт её сближение с Землёй на расстояние около 29 млн км. В этот момент комета будет находиться в созвездии Геркулеса, которое будет располагаться достаточно высоко над горизонтом в западной части ночного неба. Однако, несмотря на благоприятные условия для наблюдений кометы во время её сближения с Землёй, она не будет доступна для наблюдений невооружённым глазом из-за её небольших размеров и слабой активности. Полная абсолютная звёздная величина кометы оценивается равной 14,9. Следовательно, при сближении с Землёй её полная видимая звёздная величина достигнет около 10,4.
Скорость C/2023 H2 (Lemmon) относительно Земли в момент сближения составит около 63 км/с, что приведёт к быстрому угловому смещению кометы на небе, равному около 25′′ в минуту.